# Striker-Jin
Striker-Jin (-蹴球伝-フィールドの狼 FW陣!?, Shukyuden - Field no okami fw Jin) è un manga sceneggiato e disegnato da Yōichi Takahashi e narra delle avventure calcistiche di Jin. Il manga è formato da due volumi ed è stato pubblicato in giappone nel 1999.
In Italia è arrivato grazie alla Star Comics che lo ha pubblicato tra novembre e dicembre 2004 sulla collana Techno.

## Trama
Jin è un ragazzo rissoso che abita in un'isola giapponese. Con la barca dell'amico Katsuo viaggia nelle altre isole per guadagnare soldi giocando a calcio. Un giorno tornando a casa scopre che i genitori e il fratellino Ryota sono morti in un incidente stradale.
Allora Jin decide di realizzare il sogno del fratello che è quello di creare una squadra di calcio in grado di vincere il campionato nazionale di Yomiury Land. Così Jin crea la sua squadra chiamata " Gruppo dei Calciatori di Sejima" e con essa organizza varie amichevoli. Con i giocatori più forti delle squadre avversarie Jin fa una scommessa: se vince loro dovranno lasciare la loro squadra per unirsi alla sua; in caso contrario la squadra di Jin dovrà sciogliersi.
Alla fine riesce a riunire i migliori giocatori della regione e riesce a partecipare al campionato giapponese (delle elementari).

## Personaggi principali
I personaggi sono ben caratterizzati, ma la breve durata dell'opera non ne permette il giusto sviluppo della personalità:
- Jin Hamukai, il protagonista del racconto è un ragazzo attaccabrighe e turbolento, ma con un cuore grande e una fiducia innata nel valore dell'amicizia.
- Shingo Hatori, centravanti della Nio FC, è un abilissimo colpitore di testa che condivide lo stesso sogno di Jin, vincere il campionato nazionale. È chiamato “Big Bird” (Grande Uccello).
- Shunjiro Haino, è un portiere formidabile nonostante la sua bassa statura, è cresciuto calcisticamente in Inghilterra, ed è tornato in Giappone per diventare un portiere titolare.
- Shinichi Hayashi detto “l'impareggibile regista”, capitano della squadra del Marugame, fa della tecnica la sua qualità migliore.
- Katsuo, il miglior amico di Jin. È il figlio del proprietario della barca, con cui accompagnava Hamukai alle partite per racimolare soldi.
- Kazuma Shibuki, È il boss della scuola elementare "Niihama-Kita" (6º anno).
- Mitsuo Satsumoto, È il boss della scuola elementare "Niihama-Minama" (6º anno)
- Ryota Hamukai, È il fratello minore di Jin che morì in un incidente durante il ritorno dalla partita tra "Kameden FC-Ehio FC 4-3".

## Curiosità
- Nell'ultimo capitolo avviene un cross-over. Infatti Jin e i compagni incontrano i protagonisti di Captain Tsubasa, altra serie disegnata da Yoichi Takahashi.
- Il piatto preferito da Jin Hamukai è il Takoyaki (たこ焼き o 蛸焼) "Polpo Fritto"
- Jin viene identificato dal gruppo come "Il lupo del campo" ovvero il capo del branco.
- Molti critici di anime e manga hanno confermato la grandissima somiglianza che c'è tra Jin Hamukai , Rob Denton e  Mark Lenders[senza fonte]